# Lasioglossum simlaense
Lasioglossum simlaense är en biart som först beskrevs av Cameron 1909.  Lasioglossum simlaense ingår i släktet smalbin, och familjen vägbin. Inga underarter finns listade i Catalogue of Life.